# Olympiakos Syndesmos Filathlōn Peiraiōs 2009-2010
Questa voce raccoglie le informazioni riguardanti l'Olympiakos Pireo nelle competizioni ufficiali della stagione 2009-2010.

## Rosa
Aggiornata al 16 gennaio 2010
| N. |                        | Ruolo | Calciatore            |
| -- | ---------------------- | ----- | --------------------- |
| 1  | Grecia (bandiera)      | P     | Leonidas Panagopoulos |
| 2  | Grecia (bandiera)      | D     | Chrīstos Patsatzoglou |
| 3  | Francia (bandiera)     | D     | Didier Domi           |
| 4  | Svezia (bandiera)      | D     | Olof Mellberg         |
| 5  | Grecia (bandiera)      | D     | Georgios Galitsios    |
| 6  | Grecia (bandiera)      | C     | Ieroklīs Stoltidīs    |
| 7  | Argentina (bandiera)   | C     | Luciano Galletti      |
| 8  | Spagna (bandiera)      | A     | Óscar                 |
| 9  | Inghilterra (bandiera) | A     | Matt Derbyshire       |
| 10 | Brasile (bandiera)     | A     | Diogo                 |
| 11 | Marocco (bandiera)     | A     | Jaouad Zairi          |
| 14 | Polonia (bandiera)     | D     | Michał Żewłakow       |
| 15 | Spagna (bandiera)      | D     | Raúl Bravo            |
| 17 | Grecia (bandiera)      | C     | Andreas Vasilogiannīs |
| 18 | Grecia (bandiera)      | C     | Giannīs Fetfatzidīs   |
| 19 | Argentina (bandiera)   | C     | Jesús Dátolo          |
| 20 | Brasile (bandiera)     | C     | Dudu                  |

| N. |                         | Ruolo | Calciatore             |
| -- | ----------------------- | ----- | ---------------------- |
| 21 | Grecia (bandiera)       | D     | Avraam Papadopoulos    |
| 22 | Grecia (bandiera)       | A     | Konstantinos Mitroglou |
| 24 | Brasile (bandiera)      | D     | Leonardo               |
| 25 | Italia (bandiera)       | C     | Enzo Maresca           |
| 28 | Argentina (bandiera)    | A     | Cristian Raúl Ledesma  |
| 30 | Grecia (bandiera)       | D     | Anastasios Pantos      |
| 32 | RD del Congo (bandiera) | A     | Lomana LuaLua          |
| 33 | Grecia (bandiera)       | C     | Ioannis Papadopoulos   |
| 35 | Grecia (bandiera)       | D     | Vasilīs Torosidīs      |
| 50 | Slovacchia (bandiera)   | P     | Pavel Kovác            |
| 71 | Grecia (bandiera)       | P     | Antōnīs Nikopolidīs    |
| 78 | Belgio (bandiera)       | P     | Urko Pardo             |
| 92 | Grecia (bandiera)       | D     | Kyriakos Papadopoulos  |